# Crédit du Maroc
Ne pas confondre avec Crédit agricole du Maroc, banque marocaine à capitaux publics.
Pour les articles homonymes, voir CDM.
Crédit du Maroc (CDM; en arabe : مصرف المغرب) est une banque commerciale marocaine fondée en 1929.
Longtemps détenue par le géant Crédit agricole S.A, elle appartient depuis avril 2022 au groupe Holmarcom.

## Histoire
En février 2021, Crédit du Maroc signe un partenariat avec l'Agence nationale de promotion de l'emploi et des compétences (Anapec) pour travailler sur la promotion de l'entreprenariat.

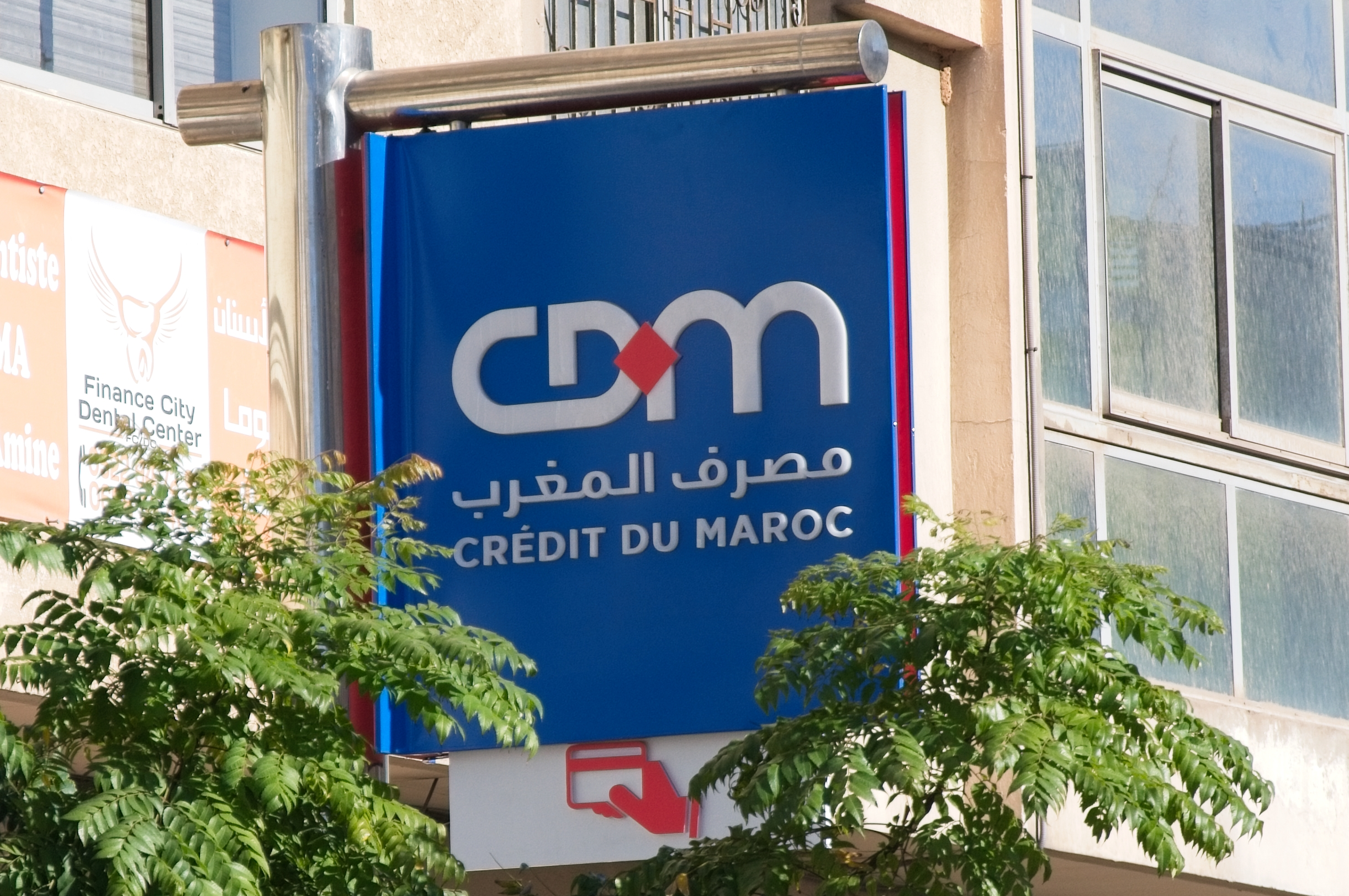
Nouvelle identité visuelle du Crédit du Maroc à la suite du rachat par Holmarcom en 2022

Fin avril 2022, le Crédit Agricole annonce son désengagement total de Crédit du Maroc, dont il détenait 78,7 % du capital, au profit du Groupe Holmarcom.